# Senecio pseudomairei
Senecio pseudomairei là một loài thực vật có hoa trong họ Cúc. Loài này được H.Lév. miêu tả khoa học đầu tiên năm 1914.